# فرانسیس تامپسن

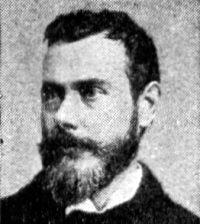
فرانسیس تامپسن

فرانسیس تامپسُن (به انگلیسی: Francis Thompson) (۱۶ دسامبر ۱۸۵۹ - ۱۳ نوامبر ۱۹۰۷) شاعر و زاهد انگلیسی بود. بعد از گذراندن کالج، برای نویسنده شدن به لندن رهسپار شد، اما برای گذارن زندگی مجبور به انجام کارهای سطح پائین از جمله فروش کبریت و روزنامه شد، به افیون معتاد گردید و برای سالها در خیابانها ولگرد بود. زوجی اشعارش را خواندند و او را از آن وضع نجات دادند، و اولین کتاب وی را با نام «مجموعه اشعار» در ۱۸۹۳ چاپ کردند.
فرانسیس تامپسن قبل از مرگش در ۱۹۰۷ بر اثر سل، سه کتاب شعر، به همراه چند مقاله و اثر دیگر نوشت.